# Marshall (Washington)
Marshall es un área no incorporada ubicada en el condado de Spokane en el estado estadounidense de Washington.

## Geografía
Marshall se encuentra ubicado en las coordenadas 47°33′54″N 117°29′58″O / 47.56500, -117.49944.